# 旧石井家住宅 (東広島市)
旧石井家住宅（きゅういしいけじゅうたく）は広島県東広島市西条町下見にある歴史的建造物（民家）。石井家は江戸時代に酒造業を営んでいたと伝えられており、幕末には旅籠、明治初期には薬屋を開業していた。

## 概要
西国街道の宿場町である西条四日市に建っていたものを、現在地に移築したものである。解体の際、鬼瓦から寛政7年の銘がみつかり、建築年代が明らかになった。
建物の構造は妻入りの入母屋造だが、間口を広げる目的で二階の屋根に錣状の庇をつけている。妻側から見ると、この屋根の形が兜に似ていることから、俗に「兜造」と呼ばれる。
玄関には漆喰を塗った防火戸が備わっている。入口から裏口へは通り土間がのびており、その土間に沿って八畳間が二列に並んでいる。二階は入口側にしかなく、奥側では屋根裏の小屋組を見ることができる。
1993年3月19日に、東広島市重要文化財に指定された。

## 利用情報
- 開館時間 - 9:00～17:00
- 休館日 - 月曜日、12月28日～1月5日
- 入館料 - 一般150円（団体135円）、18歳以下無料

## 交通
- JR西条駅よりJRバス中国郷田線に乗車、黄幡バス停で下車し徒歩約3分